# 班塔恩

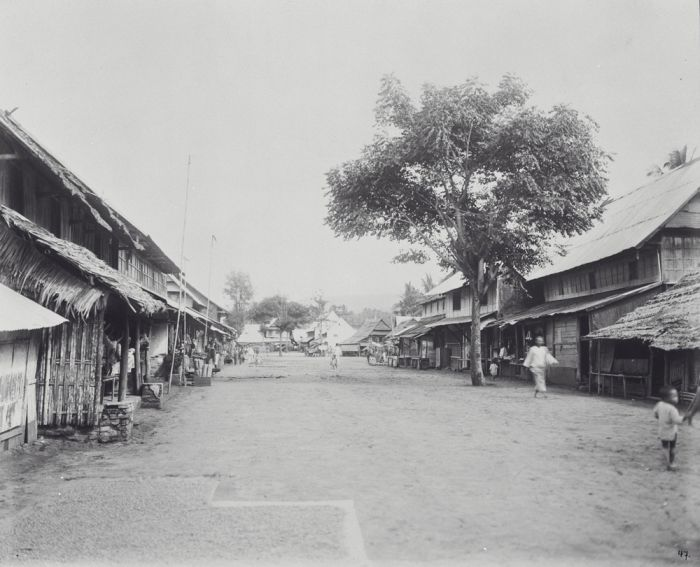
1900年的班塔恩街道

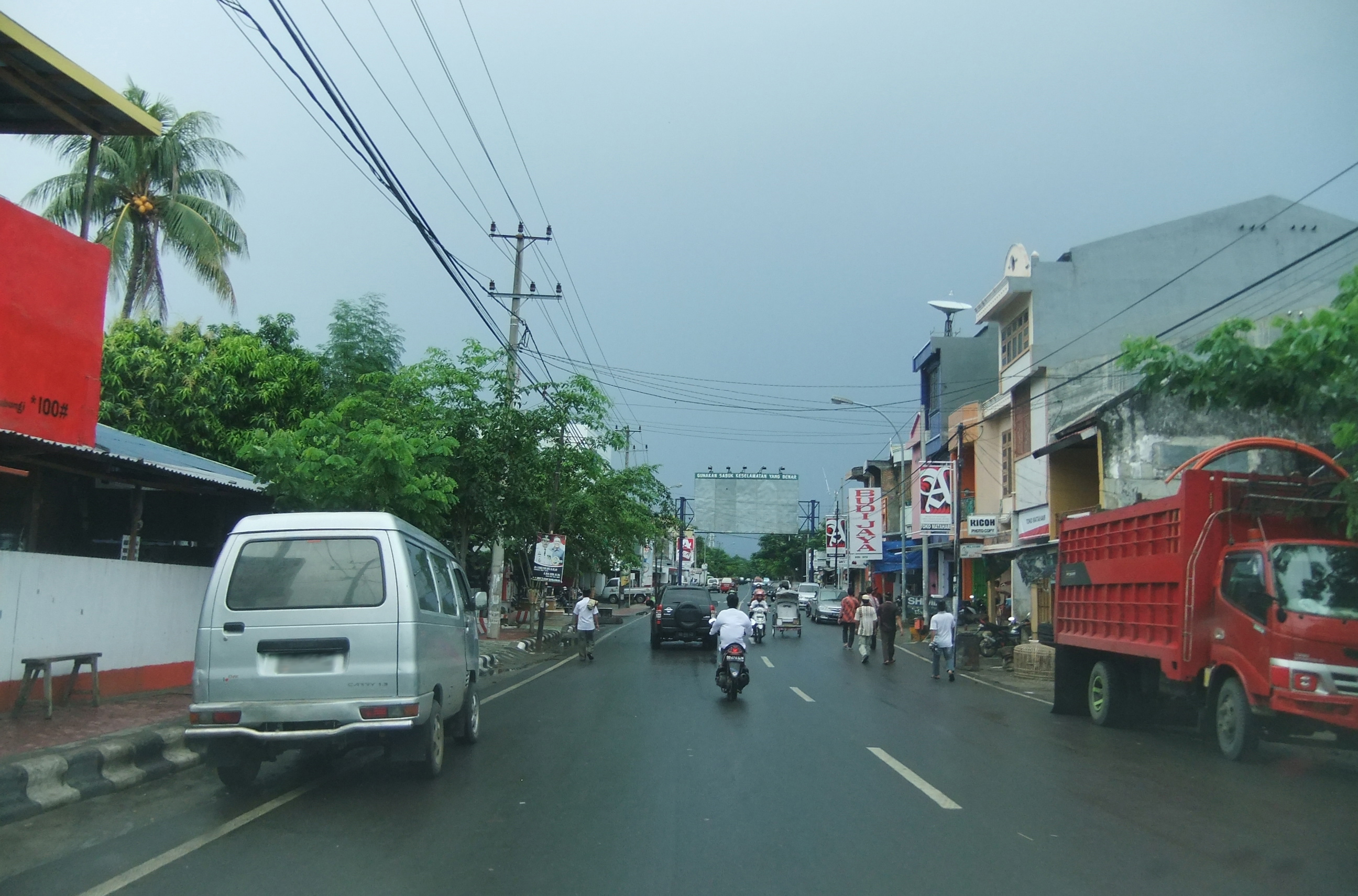
2012年的班塔恩街道

班塔恩（Bantaeng）是印度尼西亚南苏拉威西省的一个城镇，是班塔恩县的县治所在，位于苏拉威西岛南半岛南端。2010年统计，班塔恩所在的班塔恩区（Kecamatan Bantaeng）共有36,718人。

## 资料来源
1. ↑  Biro Pusat Statistik, Jakarta, 2011.